# Miguel Romano Gómez
Miguel Romano Gómez (El Paso, Texas, Estados Unidos, 21 de enero de 1959) es un Obispo Católico Mexicano, actualmente ejerce como Obispo emérito de la Arquidiócesis de Guadalajara.

## Vida

### Primeros años
Nació en El Paso, Texas, el 21 de enero de 1959. Fue ordenado sacerdote el 26 de mayo de 1985; obtuvo la licenciatura en Teología Espiritual, con especialidad en espiritualidad, por la Pontificia Universidad Gregoriana de Roma.

### Vida sacerdotal
Inició los procesos de beatificación y canonización en la ciudad de Roma, de los Siervos de Dios Cristóbal Magallanes y compañeros mártires.
Fue vicario parroquial en Puente Grande, Jalisco, y en Nuestra Señora de Guadalupe, en la Colonia Chapalita.
Desempeñó el cargo de maestro y director espiritual del Seminario Mayor Diocesano de Guadalajara, desde 1989 hasta el mes de abril de 2000.

### Obispado y renuncia
El 18 de marzo de 2000 fue nombrado, por Juan Pablo II, Obispo Auxiliar de Guadalajara, y recibió la Ordenación Episcopal el 9 de abril del año 2000, año jubilar de la Encarnación de Cristo. Fue consagrado Obispo en el templo de San Bernardo por el Arzobispo de Guadalajara Cardenal Juan Sandoval Iñiguez, participaron como Co consagrantes el obispo Javier Navarro Rodríguez entonces obispo de San Juan de los Lagos, el Obispo Jacinto Guerrero Torres de Tlaxcala y el obispo de León José Guadalupe Martín Rábago.
Fue rector del Seminario Diocesano de Guadalajara, y Coordinador de la Comisión de la Formación Integral Permanente del Presbiterio.
El 17 de noviembre de 2014 el Vaticano anunció la renuncia al oficio de obispo auxiliar de Guadalajara, en conformidad al Código de Derecho Canónico:  canon 401 apartado 2, del entonces Obispo auxiliar Miguel Romano Gómez, desde entonces es adscrito al templo de Nuestra Señora de las Mercedes.